# 千葉里奈
千葉 里奈（ちば りな、1997年9月12日 - ）は、日本の子役。東京都出身。
主にテレビ番組に出演歴が多く、2008年ごろまでセントラル子供タレントに所属していた。

## テレビ

### テレビドラマ
NHK
- 連続テレビ小説「天花」千本木理奈役

 日本テレビ 
- 「よい子の味方」

TBS
- 愛の劇場「ママはバレリーナ」立花美紀役

フジテレビジョン
- 「女医・優 青空クリニック」
- 「夢の見つけ方教えたる!」

### バラエティ
日本テレビ
- 「伊東家の食卓」
- 「鉄腕DASH!!」
- 「太田光の私が総理大臣になったら…秘書田中」ゲスト出演

TBS
- 「回復!スパスパ人間学」

フジテレビジョン
- 「こたえてちょうだい!」
- 「SMAP×SMAP」
- 「CHANGE」高峰町立清沢小学校生徒

テレビ東京
- おはスタ「おはキッズ」

## VP
- ベネッセ「チャレンジ1年生」